# Jiao Zhimin
Pour les articles homonymes, voir Jiao.
Dans ce nom chinois, le nom de famille, Jiao, précède le nom personnel Zhimin.
Jiao Zhimin, née le 1er décembre 1963, est une joueuse chinoise de tennis de table. Avec la Chine, elle a remporté deux médailles olympiques en 1988 à Séoul, le bronze dans le tournoi de simple et l'argent en double avec Chen Jing. Durant sa carrière, elle a obtenu plusieurs médailles aux Championnats du monde dont un titre par équipes en 1987, deux médailles en double et deux autres en double mixte.
En 1989, elle se marie avec le pongiste sud-coréen An Jae-hyeong également médaillé olympique en 1988.

## Palmarès
- Jeux olympiques d'été de 1988 à Séoul
  -  Tennis de table (Double dames) avec Chen Jing
  -  Tennis de table (Simple dames)